# Новозавидовски
Новозавидовски (рус. Новозавидовский) насељено је место са административним статусом варошице (рус. посёлок городского типа) на северозападу европског дела Руске Федерације. Налази се у југоисточном делу Тверске области и административно припада Конаковском рејону.
Према проценама националне статистичке службе, у вароши је 2014. живело 7.093 становника.

## Географија
Варошица Новозавидовски налази се у југоисточном делу Тверске области у ниском и заравњеном подручју Верхњеволшке низије, на самој граници са територијом националног парка Завидово. Лежи на десној обали реке Шоше, односно на подручју где воде Ивањковске акумулације залазе у доњи део тока ове реке. Удаљен је око 49 километара југоисточно од обласног центра града Твера.
Кроз варошицу пролази железница на релацији Москва—Санкт Петербург.

## Историја
Насеље Новозавидовски први пут се помиње 1851. као железничка станица на Николајевској железници која је повезивала Москву са Санкт Петербургом. Први провредни објекат у граду била је текстилна фабрика основана већ 1856. године. У периоду од 1929. до [1960]. био је административни центар Завидовског рејона.
Административни статус варошице има од 1926. године.

## Демографија
Према подацима са пописа становништва 2010. у вароши је живело 7.479 становника, док је према проценама за 2014. ту живело 7.093 становника.
| 1939. | 1959. | 1970. | 1979. | 1989. | 2002. | 2010. | 2014.  |
| ----- | ----- | ----- | ----- | ----- | ----- | ----- | ------ |
| ---   | 7,340 | 7,732 | 8,362 | 8,950 | 7,893 | 7,479 | 7,093* |

Напомена: * према проценама националне статистичке службе.